# Condado de Margibi
Margibi es un condado situado en la costa central de Liberia, una nación de África occidental. Es uno de los quince condados que comprenden el de primer nivel de división administrativa de la nación, y se subdivide en cuatro distritos. Kakata es su capital. Tiene una superficie de 2.616 kilómetros cuadrados. En el censo 2008, su población era de 299.689 personas, convirtiéndolo en el sexto condado más populoso de Liberia. El superintendente distinguido de Margibi es Levi Piah. El condado colinda con el condado de Montserrado al oeste, el condado de Grand Bassa al este, y el condado de Bong sobre el norte. La parte del sur de Margibi da al océano Atlántico.

## Demografía
Posee 2.616 km² de superficie, que albergan a una población de 299.689 (cifras del censo realizado en 2008), por lo que la densidad poblacional es de 80,4 habitantes por cada kilómetro cuadrado.

### Salud
En el distrito de Firestone se encuentra el Hospital Duside.

## Distritos
- Firestone
- Gibi
- Kakata
- Mambah-Kaba

- Datos: Q1052737
- Multimedia: Margibi County / Q1052737